# 138,6 mm/50 Model 1929
138,6 mm/50 Model 1929 — 138-миллиметровое корабельное артиллерийское орудие, разработанное и производившееся в Франции. Состояло на вооружении ВМС Франции. Стало развитием морского орудия калибра 138,6 mm/40 Model 1927. Предназначалось для вооружение контрминоносцев. Этими орудиями оснащались контрминоносцы типа «Ле Террибль». Дальнейшим развитием этого проекта стало орудие 138,6 mm/50 Model 1934, отличавшееся лишь механизмом заряжания и артиллерийской установкой.

## Конструкция
По своей конструкции орудие Model 1929 стало развитием удачного, в целом, орудия Model 1927. Пушка имела ствол-моноблок длиной 50 калибров и полуавтоматический клиновой затвор. Над стволом размещался автоматический пружинный досылатель, позволявший заряжать орудие при любом угле возвышения. Техническая скорострельность достигала 12 выстрелов в минуту, практическая от 8 до 10.

## Боеприпасы
Орудия стреляли снарядами двух типов — бронебойным, массой 40,6 кг и фугасным, массой 40,2 кг. Вес метательного заряда был увеличен до 12 кг. Бронебойный снаряд содержал 2,3 кг взрывчатого вещества. Бронепробиваемость достигала 151 мм брони на дистанции 27 кабельтовых, 81 мм на дистанции 54 кабельтовых и 57 мм на дистанции 80 кабельтовых. Таким образом, 138,6-мм снаряды были опасны даже для крейсеров.